# Commessura posteriore delle labbra
Nell'anatomia femminile la  commessura posteriore delle labbra  è una delle due commessure della vulva.

## Anatomia
Si ritrova al di sotto del frenulo delle piccole labbra e sopra al rafe perineale.